# James Jones (književnik)
James Jones (Robinson, Illinois, 6. studenog 1921. – Southampton, New York, 10. svibnja 1977.) bio je američki književnik. 
Proslavio se ratnim romanima "Odavde do vječnosti" i "Tanka crvena crta". Čitateljima su se svidjeli njegovi uvjerljivi karakteri, nefrizirana slika vojske i uzbudljivi ratni prizori. Privukla ih je autorova upućenost u tehniku i filozofiju ratovanja, osobito njegova privrženost običnom, čestitom, odvažnom i pomalo romantičnom vojniku koji se više podvrgava osjećaju vlastite časti nego diktatu strogih vojnih pravila.